# جبريل كوستا هيريديا
جبريل كوستا هيريديا (بالإسبانية: Gabriel Costa Heredia)‏ هو لاعب كرة قدم أوروغواياني وبيروفي، ولد في 2 أبريل 1990 في مونتفيدو في الأوروغواي. لعب مع بيلا فيستا.

## وصلات خارجية
- جبريل كوستا هيريديا على موقع قاعدة بيانات كرة القدم.إي يو (الإنجليزية)
- جبريل كوستا هيريديا على موقع ناشيونال فوتبول تيمز (الإنجليزية)
- جبريل كوستا هيريديا على موقع Soccerway.com (الإنجليزية)
- جبريل كوستا هيريديا على موقع AS.com (الإسبانية)